# مسابقات جهانی ژیمناستیک ریتمیک ۱۹۷۵
مسابقات جهانی ژیمناستیک ریتمیک ۱۹۷۵ هفتمین دوره مسابقات جهانی ژیمناستیک ریتمیک است که در مادرید، اسپانیا از ۲۰ تا ۲۳ نوامبر ۱۹۷۵ میلادی برگزار شده‌است.

## جدول مدال‌ها
| رتبه | کشور       | طلا | نقره | برنز | مجموع |
| ۱    | آلمان غربی | ۵   | ۴    | ۰    | ۹     |
| ۲    | اسپانیا    | ۰   | ۱    | ۵    | ۶     |
| ۳    | ژاپن       | ۱   | ۱    | ۰    | ۲     |
| ۴    | ایتالیا    | ۱   | ۰    | ۰    | ۱     |